# Manfred Kielnhofer

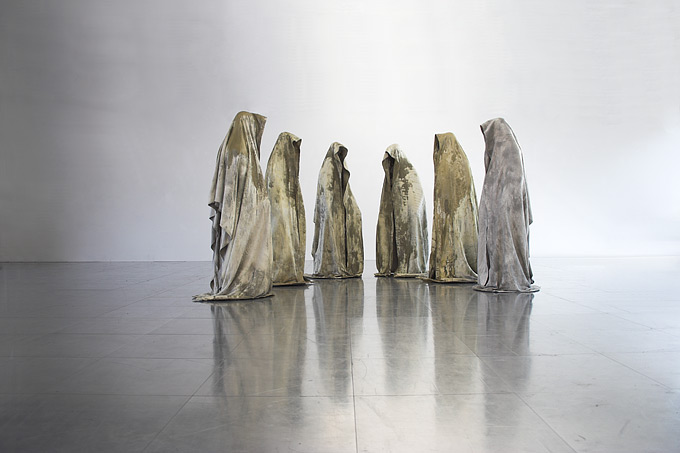
Manfred Kielnhofer: Strážci času („Timeguards“), 2006

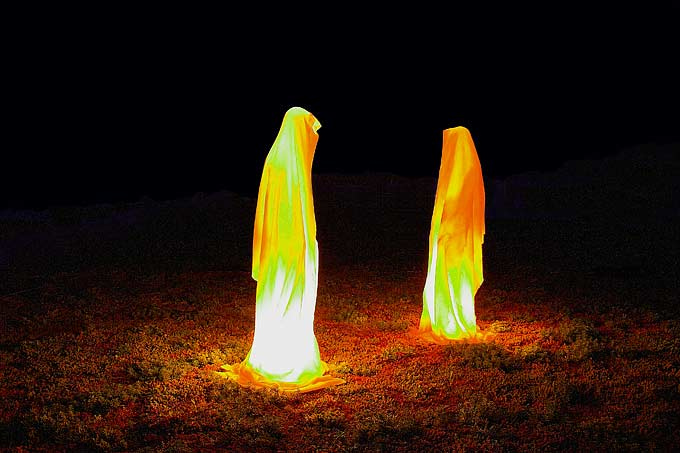
Manfred Kielnhofer: Strážci času, Sculpture garden Artpark Linz, noční snímek 2009

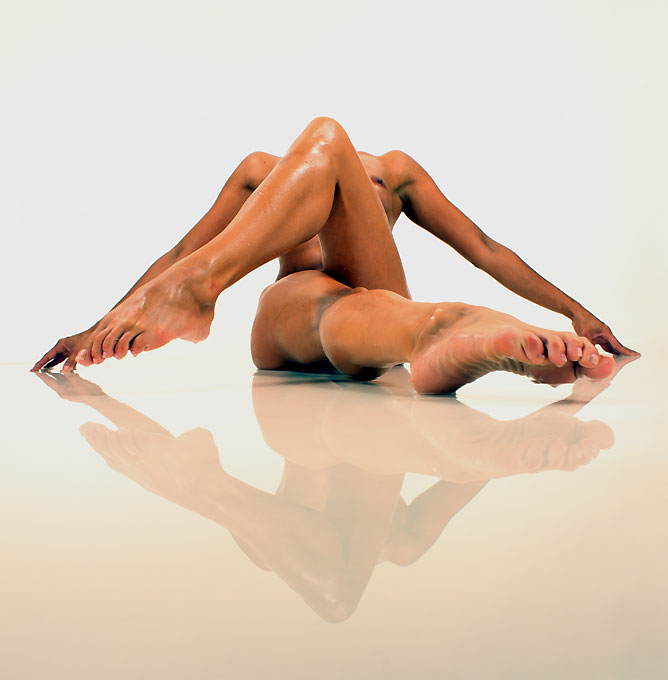
Manfred Kielnhofer: Water Reflections, fotografie, 2009

Manfred "KILI" Kielnhofer (* 28. ledna 1967 Haslach an der Mühl) je rakouský malíř, sochař a fotograf.

## Životopis
Manfred KILI Kielnhofer vystudoval technickou vysokou školu v Linzi, kterou dokončil závěrečnou zkouškou v roce 1995. Ve své práci dokázal skloubit technický obor, design a umění dohromady. Od roku 2000 žije na volné noze jako umělec v Linzi. V roce 2005 založil galerii Artpark v městském parku Lenaupark v Linci, o rok později vznikla Galerie Fotopark. Od roku 2005 je členem organizace Bildrecht Bildender Künstler.

## Dílo
Po dlouhém vývoji vznikli Strážci času („Timeguards“). Zabývá se přitom diskusí o pojetí soch v prostoru, mystikou a původním náboženstvím. Roku 2006 vzniklo první dílo tohoto druhu a připomíná mnicha. Kielnhofer staví své postavy na rušná místa, do starobylých klášterů, vysoké budovy nebo v opuštěných solných dolech.
Kielnhoferův "strážce" se objevuje a mizí, nikdy se nedá odhadnout kde se objeví příště. Měli bychom vědět, že nikdy nejsme bez dozoru. Každý náš krok stráže vidí a vyhodnocuje. Byli tu už dlouho předtím, než lidé obývali Zemi ... (umělecká kritika: Martina Gansterer).
V roce 2009 vytváří řadu fotografií aktu. Za tím účelem si ve svém ateliéru postavil vanu s vodou, ve které fotografoval akty včetně jejich odrazů ve vodní lázni.
Jeden snímek z této série byl zveřejněn v červnu 2009 ve vydání Kronen Zeitung.
V roce 2010 se podílel spolu s Martinou Schettinou na konceptu prvního rakouského Bienále umění světla (Biennale für Lichtkunst Austria 2010).
Jeho židle Interlux-Chair sklízela úspěch během Lichtkunst-Biennale (bienále světelného umění).

## Stipendia
- 2000 Studies in USA New York, Miami
- 2005 Stipend of the county of Upper Austria, Studio in the Egon Schiele Art Center Krumlov CZ
- 2007 International Symposium – Egon Schiele Art Centrum – Cesky Krumlov 100 years after Egon Schiele
- 2008 International symposium of sculpture on wood in Italy Ossana
- 2012 Sculpture symposium Hartberg Austria "Slow!"

## Výstavy
- 2000–2005. : Allerton Art Gallery New York, Gallery Tampere Finnland, Citygalerie Linz, Giga Galerie Ansfelden, filmproduction shadow performance main place Linz, biggest children-painting of the world , Galerie Generali Group, Land-culture-project Enns. Front-painting of an ancient house in Traun.
- 2006–2007. : Gallery Artpark Linz – Skulpture garden Artpark, Gallery Fotopark Linz, "giant ball of integration" on Tournee, Timeguards on tournee
- 2008. Egon Schiele Art Centrum (CZ), Gallery Fontaine Amstetten, Black Box Gallery Copenhagen/Linz, art garden Graz; art in the public: Dianabad Wien.
- 2009. Art Vilnius together with Martina Schettina, Franz West and Herbert Brandl
- 2009. Artfair Berlin-Arttower, Galerie Seywald Salzburg, Mobile-Galerie Hörsching, Woka Lamps Vienna
- 2010. Castle Schloss Steyregg near Linz, Neuköllner Kunstsalon Berlin, Galerie Kunst und Handel Graz, Kunstraum Ringstrassen, Light Art Biennale Lichtkunst 2010 Austria, Galerie Claudiana, Area 53 vienna, Citygalerie, Kunsthandel Freller
- 2011. Galerie Thiele Linz, Nord Art Germany, Kunstprojekt "ghost car" zur Art Basel, Liste, Scope, Volta Show, Festival of Lights Berlin, Grevenbroich Inseln des Lichtes, Kunsthaus Tacheles Berlin, Kunstverein Passau, ArtStays Ptuj Slovenia, Time guards on tour in Venice
- 2012. Designmonat Graz, Galerie Bachlechner, Sculpture show Castle Hartberg "Slow", Ferryman Ferry Basel public Art Basel show, Occupy movement DOCUMENTA_(13) Kassel Time guards
- 2013. Galerie Liebau Fulda, Phantasten Museum Wien, Guardians of Time Settle in During Art Dubai, VBKW artist parade Stuttgart

## Publikace
- 2005: in the online database of MAK Museum of Applied Arts (Vienna) Design-Info-Pool-Online
- 2006: Manfred Kielnhofer. Exhibition Catalogue Artpark digitalprint Linz, Gallery ARTpark Lenaupark City Linz.
- 2006: Integrationsweltkugel Artpark ISBN 3-902040-11-4
- 2007: Timeguards Exhibition Catalog digitalprint Linz, Gallery ARTpark Lenaupark City Linz.
- 2008: Masters Contemporary Arts, Collectible Gobal Art Book ISBN 978-91-89685-18-5
- 2008: Trends Contemporary Arts, Collectible Gobal Art Book ISBN 978-91-89685-17-8
- 2011: NordArt, Kunstwerk Carlshütte ISBN 978-3-9813751-2-1
- 2011: LOÖK, Designverständnis eines Bundeslandes ISBN 978-3-200-02461-8
- 2011: Festival of Lights, Berlin Impressionen
- 2011: 500 x Art in Public, Chris van Uffelen, Braun publishing ISBN 978-3-03768-098-8
- 2012: EYES IN - Collector's 9, World's Innovative Creators & their Masterpieces, Cover page 51-58 ISBN 978-0-9859043-0-2
- 2012: Kunstforum Bd. 217 dOCUMENTA (13), Ein Rundgang, page 80,81
- 2012: ST/A/R Printmedium Wien - Berlin, page 58
- 2012: Berliner Morgenpost cover page, Festival of Lights

## Galerie

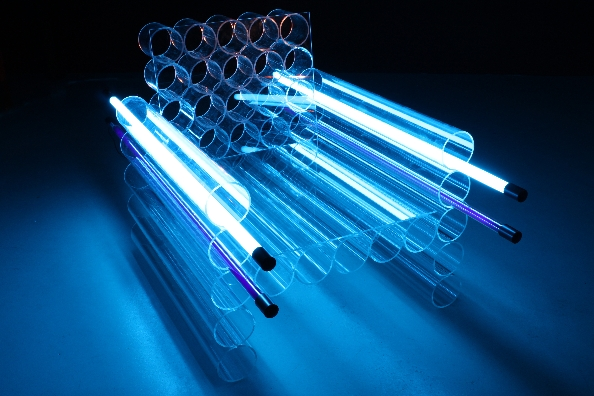
"Interlux-Chair", Lightart-object 2010
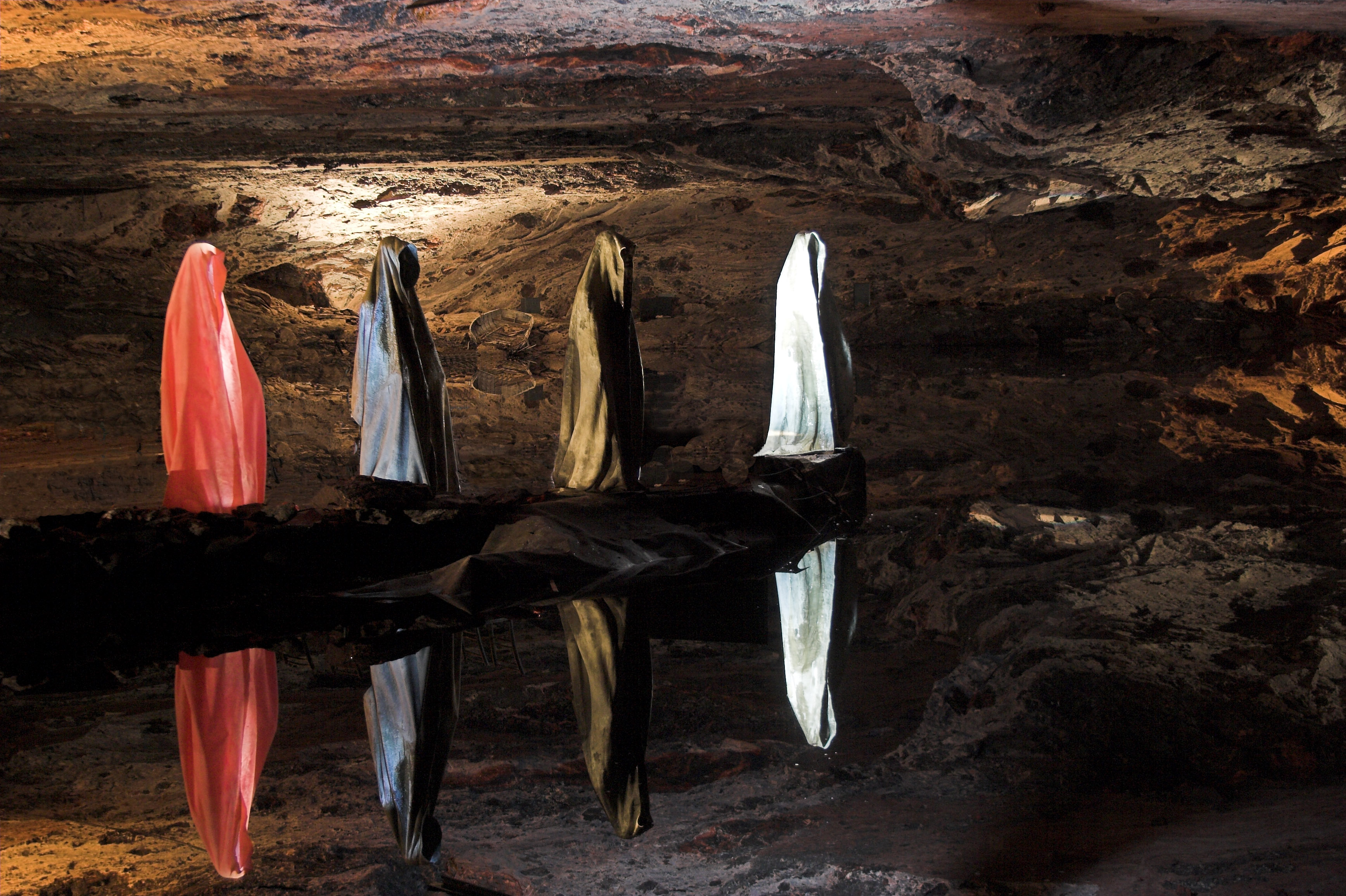
Salzwelten Altaussee, 2008
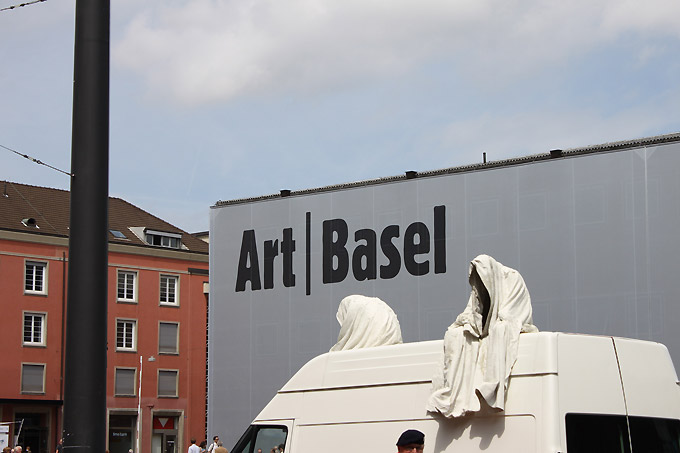
Public Art Project on Tour in Basel , ArtBasel, Design Miami / Basel, Liste, Scope, Volta, 2011
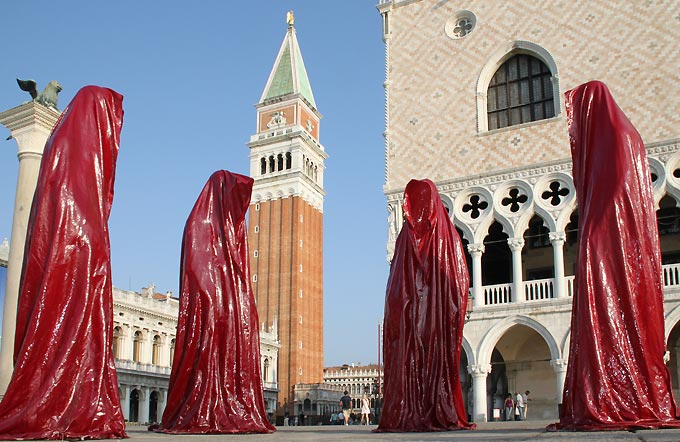
The light art project “time guards” on tour in Venice, St. Mark's Square 2011
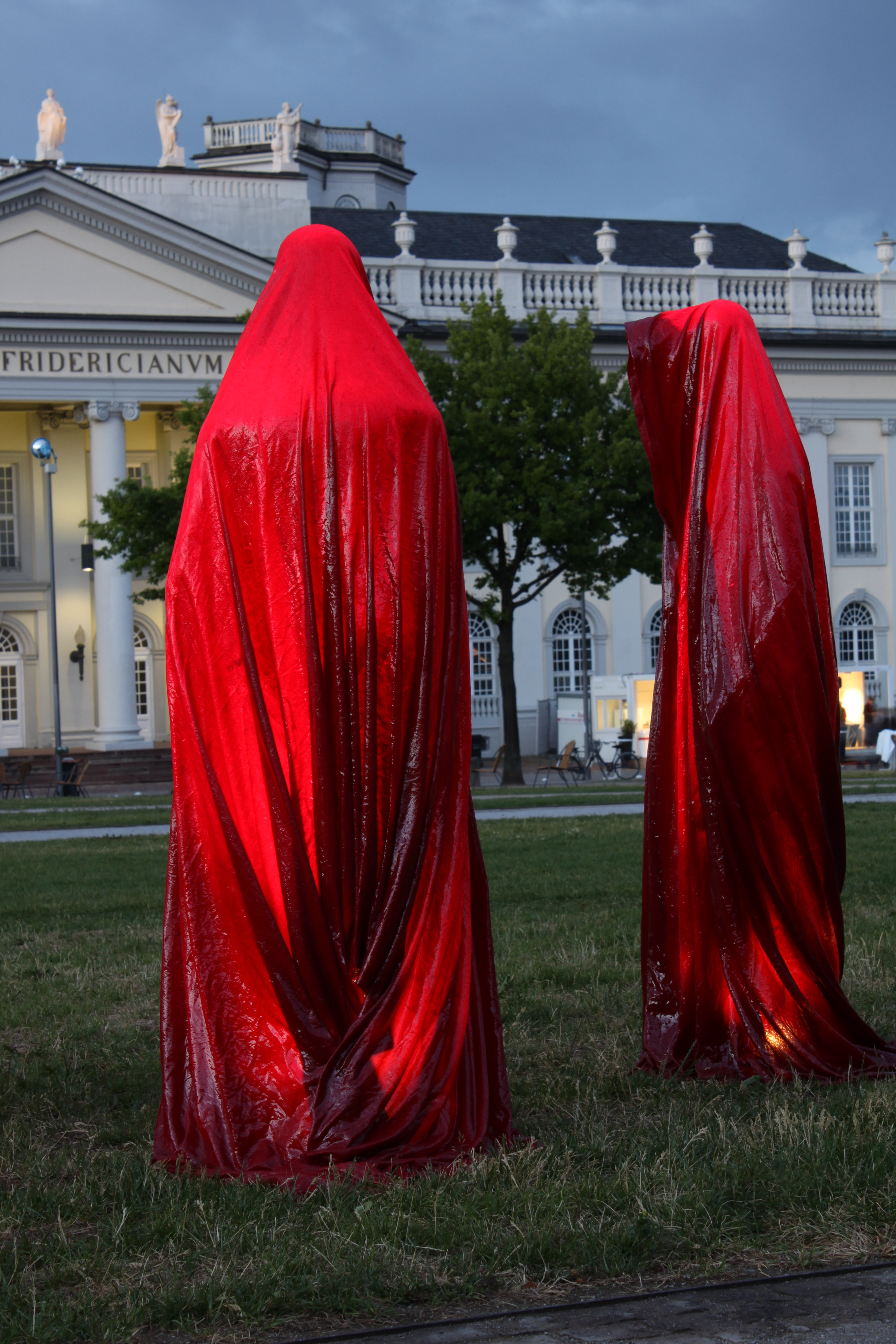
dOCCUPY Documenta Kassel 2012
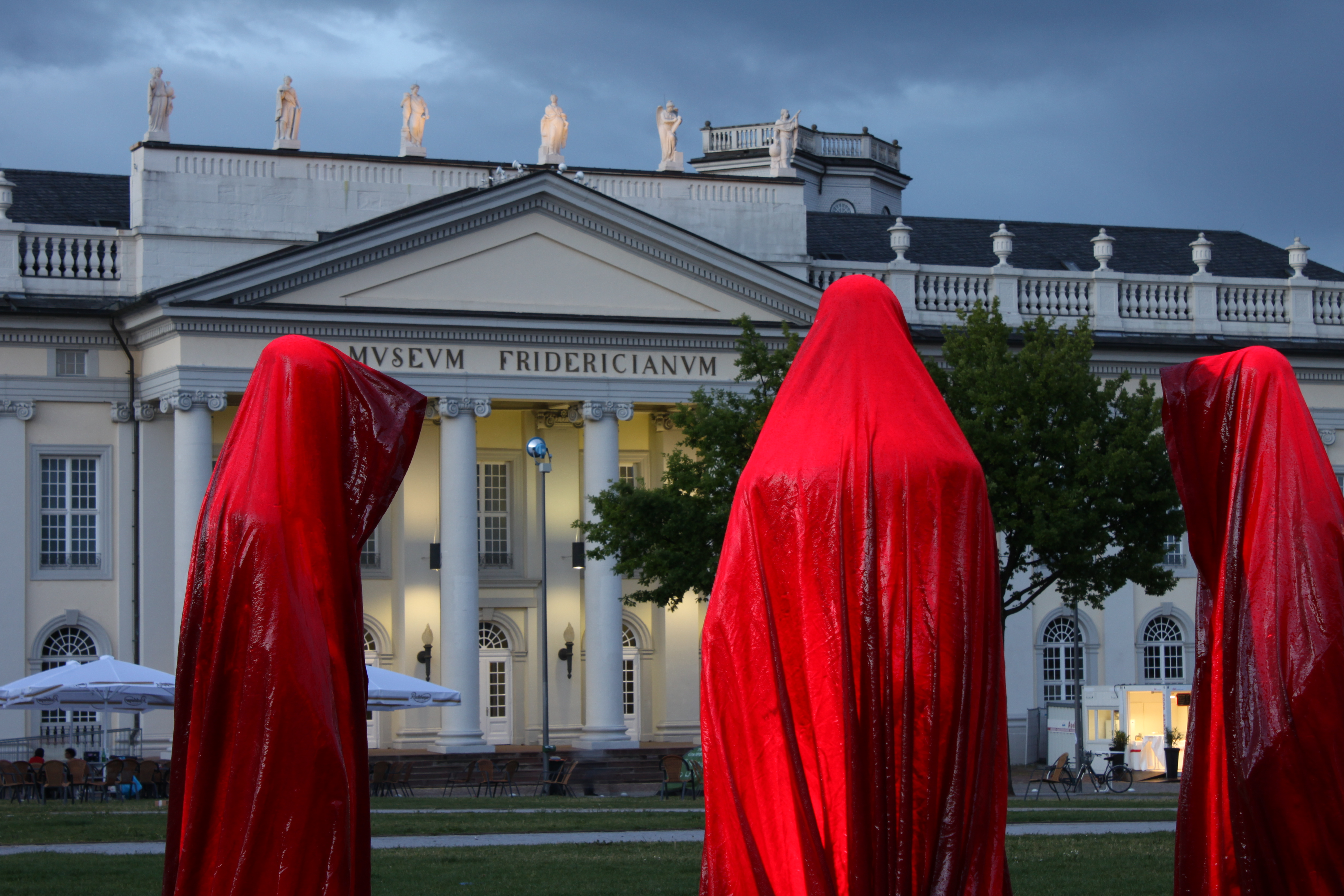
dOCCUPY Documenta Kassel 2012
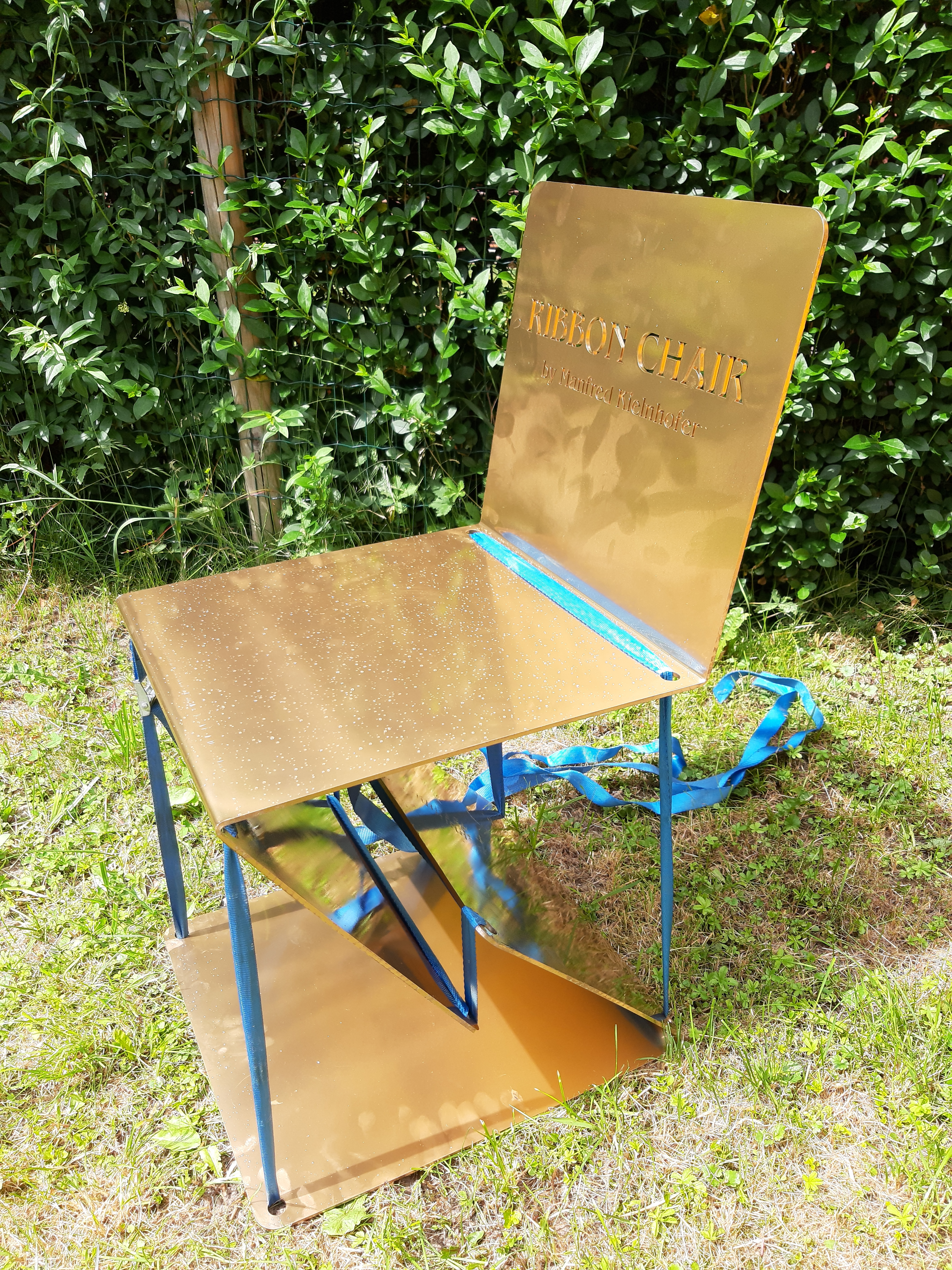
FLOATING TENSEGRITY CHAIR by Manfred Kielnhofer, ARTPARK 2020
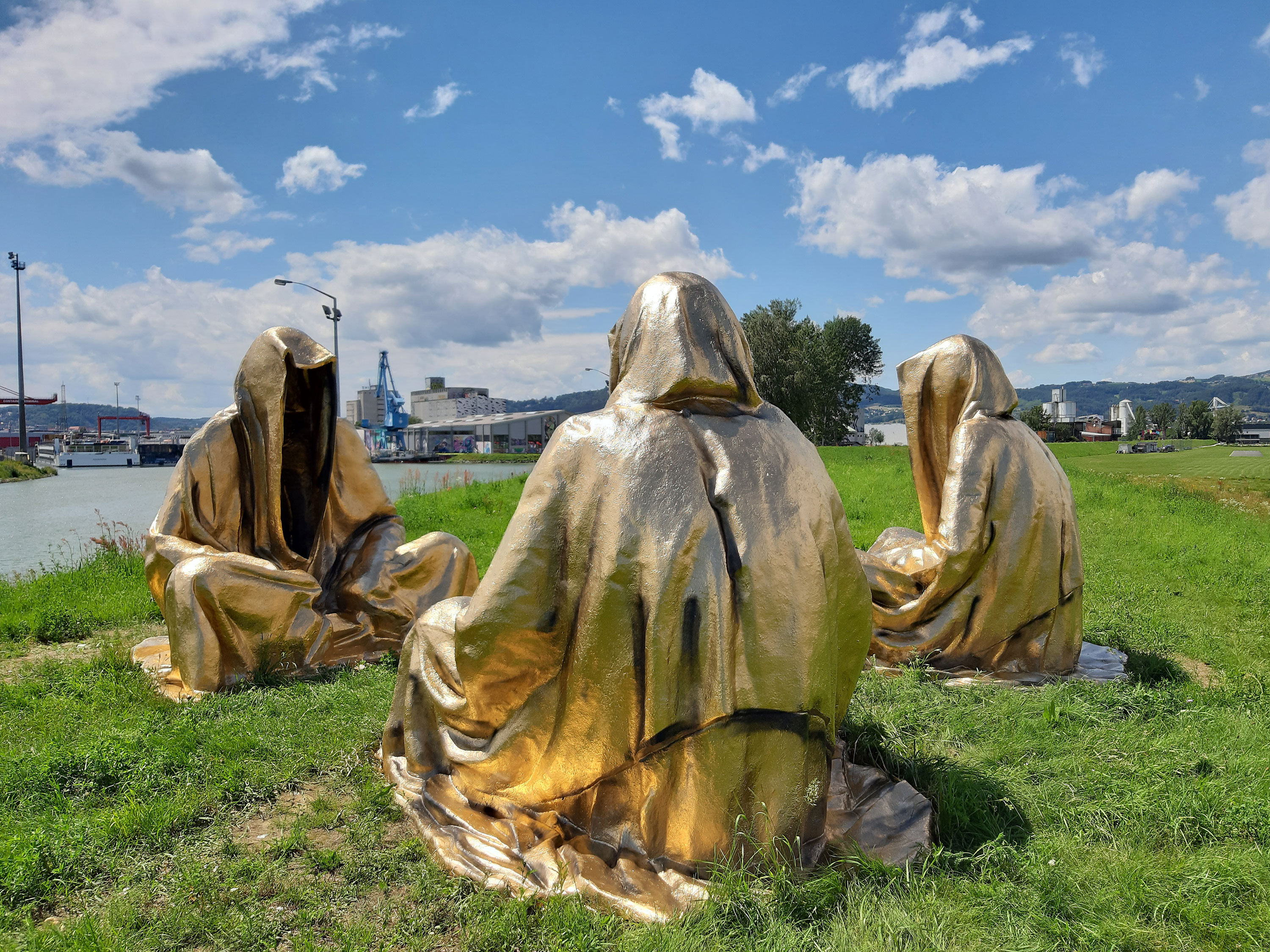
Ancient Giants - Biennial of Art Linz AG Mobile Galerie

### Tisk
- Catalogue Timeguards Gallery Artpark (PDF-file; 3,14 MB)
- Kielnhofer in Gallery Artpark (PDF-file; 2,10 MB)
- Kielnhofer in Gallery Fontaine (PDF-file; 1,88 MB)
- S/T/A/R arts collection in Gallery Artpark (PDF-file; 1,96 MB)
- story in Austria Journal 8/2008 (PDF-file; 171 kB)